# Auberg
Auberg je obec v Rakousku. Leží ve spolkové zemi Horní Rakousy v okrese Rohrbach ve výšce kolem 600 metrů. V roce 1991 zde žilo 618 obyvatel, k 1. lednu 2018 pak 552 obyvatel.
Obec se skládá z šesti částí: Auberg, Harafl, Hehenberg, Hollerberg, Iglbach a Marbach. Nachází se zde skanzen Unterkagererhof a filiální kostel svatého Jiřího, jenž byl postaven kolem 1730 v pozdně barokním stylu. První zmínka o kostele toho jména však pochází z roku 1378.